# Залесе (Олецький повіт)
Залесе (пол. Zalesie, нім. Salleschen, 1938-45 Tannau) — село в Польщі, у гміні Свентайно Олецького повіту Вармінсько-Мазурського воєводства.
Населення — 109 осіб (2011).
У 1975-1998 роках село належало до Сувальського воєводства.

## Демографія
Демографічна структура станом на 31 березня 2011 року:
|          | Загалом | Допрацездатний вік | Працездатний вік | Постпрацездатний вік |
| -------- | ------- | ------------------ | ---------------- | -------------------- |
| Чоловіки | 57      | 7                  | 43               | 7                    |
| Жінки    | 52      | 9                  | 23               | 20                   |
| Разом    | 109     | 16                 | 66               | 27                   |